# Hospital da Universidade Católica de Brasília
O Hospital da Universidade Católica de Brasília (HUCB) é um hospital universitário brasileiro, da região administrativa de Taguatinga, no Distrito Federal, e faz parte do Sistema Único de Saúde (SUS).

## História
Foi inaugurado em abril de 2004 com o nome de Unidade de Saúde Sagrada Família (USSF). A unidade hospitalar está integrada a Universidade Católica de Brasília.
O HUCB é uma instituição filantrópica voltada para o ensino atendendo também pacientes particulares e convênios médicos.

## Facilidades
Com uma área construída de 5.300 m² o Hospital da Universidade Católica de Brasília, está instalado em um prédio com dois andares mais o térreo, além de um sub-solo adaptado para atividades de fisioterapia.
No local estão disponíveis 24 leitos entre enfermarias e apartamentos. São quatro as salas de cirurgia e oito leitos ambulatoriais para recuperação pós-anestesia, além de um centro de atendimento de grandes emergências.

## Especialidades
O Hospital atende as seguintes especialidades: Cirurgias gerais, plástica e de mão; análises clínicas, radiologia e imagiologia médica; Medicina esportiva e reabilitação; Medicina legal; obstetrícia e ginecologia; traumatologia e ortopedia; endocrinologia e metabologia; e ainda neurologia, pediatria, pneumologia, reumatologia, anestesiologia, coloproctologia, dermatologia, odontologia, oftalmologia, infectologia e urologia.